# Cappelli bianchi e cappelli neri

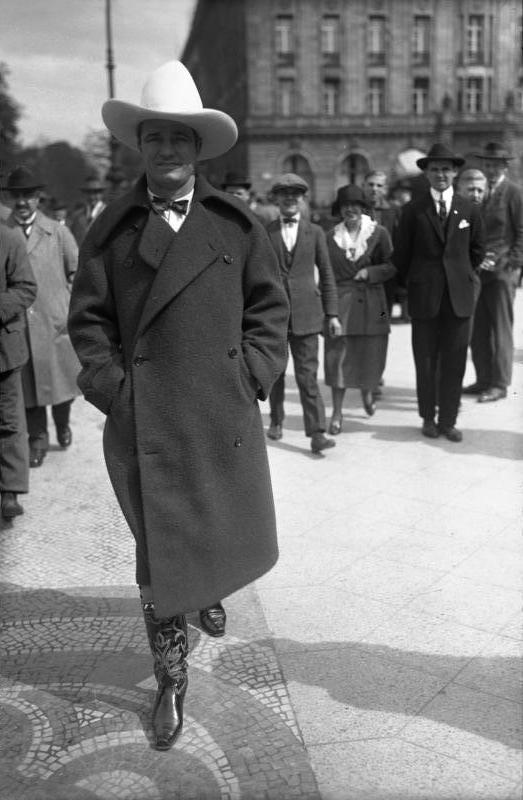
L'attore di film western Tom Mix con indosso un cappello bianco.

I cappelli bianchi e i cappelli neri sono dei costumi di scena tradizionalmente utilizzati con funzione simbolica nei film di genere western, a partire da quelli statunitensi dell'inizio del XX secolo fino agli spaghetti western italiani degli anni '60 e oltre. I cappelli bianchi o white hat sono generalmente indossati dagli eroi e dai personaggi positivi, mentre i cappelli neri o black hat dagli antagonisti e dai personaggi negativi.
La distinzione dei cappelli western ha influenzato anche il gergo degli hacker, fra i quali si distinguono black hat e white hat se hanno rispettivamente intenzioni maliziose o etiche.

## Storia
Il cortometraggio del 1903 The Great Train Robbery è ritenuto essere il primo film a utilizzare la convenzione simbolica dei cappelli bianchi e neri, che da allora è stata quasi sempre rispettata. Fra le poche eccezioni si ricordano quella di William Boyd, che interpretò il personaggio positivo di Hopalong Cassidy indossando un cappello nero, e Robert Taylor, raro caso di sceriffo con il cappello nero in Sfida nella città morta del 1958.
Secondo il libro Investigating Information Society, la convenzione non fu suggerita da eventuali reazioni degli spettatori che non avevano capito i film, ma fu imposta arbitrariamente dai cineasti che intendevano la differenziazione dei cappelli come un metodo per chiarire immediatamente i ruoli dei personaggi agli spettatori ed evitare a priori ogni incomprensione. Il bianco fu scelto per la sua associazione con i concetti di «purezza, chiarezza e correttezza morale», nonché per il suo legame simbolico con l'abito da sposa. Stando agli autori del libro,
La convenzione dei cappelli si protrae lungo tutta la storia del cinema western, ma durante il XXI secolo assume un ruolo diverso in virtù della diversa concezione del genere. Nel film del 2005 Brokeback Mountain, ad esempio, i due protagonisti indossano uno il cappello bianco e l'altro il cappello nero con valore meta-cinematografico: benché non ci sia alcun valore simbolico buono/cattivo, infatti, il personaggio con il cappello nero è quello che viene colpito, come accade tradizionalmente nel western classico. Nel film del 2007 Quel treno per Yuma, remake dell'omonimo film del 1957, un tirapiedi ingaggia dei pistoleri per liberare il suo boss dal carcere e intima loro di «non sparare al cappello nero» (cioè appunto al boss).

## Altri media

### Televisione
I cappelli hanno un ruolo importante anche nella serie televisiva Westworld - Dove tutto è concesso, in cui il protagonista sceglie di indossare un cappello bianco e l'antagonista un cappello nero. In una scena, il personaggio di Logan indossa specificatamente un cappello nero prima di compiere una sparatoria in un saloon.

### Fumetti
I cappelli bianchi e neri sono usati in funzione simbolica anche nei fumetti wester: in Lucky Luke di Morris, ad esempio, il protagonista titolare è un pistolero buono che cerca di risolvere i problemi senza l'uso della violenza e indossa sempre un cappello bianco.
Un particolare tipo di cappello "ibrido" è quello marrone indossato dal personaggio dei fumetti Tex Willer ideato da Gian Luigi Bonelli e Aurelio Galleppini. Secondo il critico fumettistico Lorenzo Barberis, il personaggio di Tex agisce «a
metà strada tra il pistolero buono – il white hat puro, di solito uno sceriffo – e il black hat vero e proprio, che è solitamente, anche nel fumetto texano, lo spietato antagonista», anticipando di fatto gli spaghetti western e, di conseguenza, anche il loro recupero da parte di Quentin Tarantino.